# Поддуб'я (Пустошкинський район)
Поддуб'я (рос. Поддубье) — присілок в Пустошкинському районі Псковської області Російської Федерації.
Населення становить 200 осіб. Входить до складу муніципального утворення Алольська волость.

## Історія
Від 2015 року входить до складу муніципального утворення Алольська волость.

## Населення
| 2002 | 2010 |
| ---- | ---- |
| 282  | ↘200 |